# ابونصر فارسی
قوام الملک نظام الدین هبةالله مشهور به ابونصر فارسی همچنین ابونصر پارسی؛ وزیر، سپهسالار، دبیر و شاعر سده ششم هجری قمری و از کارگزاران حکومت غزنوی بود. ابونصر فارسی در زمان حکومت مسعود سوم، پسر و جانشین ابراهیم، هنگامی که حکومت متصرفات هند را به فرزندش عضدالدوله شیرزاد سپرد، به مقام سپهسالاری رسید و به عنوان جانشین وی راهی هندوستان شد.

## زندگی
تاریخ دقیق ولادت ابونصر فارسی مشخص نیست ولی در مورد تاریخ مرگش، مسعود سعد سلمان در ضمن یکی از قصایدش که در مدح ملک ارسلان مسعود سروده‌است زمان فوت ابونصر را در دوره حکومت ارسلان شاه غزنوی در ۶۳ سالگی دانسته‌است و از آنجا که ارسلان شاه بین سالهای ۵۰۹ و ۵۱۱ قمری حکومت می‌کرده، می‌توان تولد ابونصر را بین سالهای ۴۴۶ و ۴۴۸ قمری تخمین زد.